# Přadénko z drátů
Přadénko z drátů je ilegálně v  samizdatu „vydaná“ (nákladem 3 kusů) ilustrovaná kolektivní sbírka (almanach) původní „muklovské“ poezie sestavená (v období od září 1949 do dubna 1950) z básní několika vězňů z řad skautů (odsouzených převážně v politických procesech) a držených v 50. letech 20. století v komunistickém uranovém pracovním táboře Rovnost na Jáchymovsku.

## Podrobněji
Po údajném (a v zárodku státní bezpečností zmařeném) pokusu o povstání (a státní převrat) proti komunistickému režimu (v polovině května 1949), kterého se zúčastnili i někteří starší skauti, byli mnozí z nich zatčeni, odsouzeni (např. v politickém procesu „Dagmar Skálová a spol.“ ) k víceletým trestům odnětí svobody, jež si odpykávali v uranových pracovních táborech na Jáchymovsku.

### Členové
Skauti věznění v pracovním táboře Rovnost ještě v roce 1949 založili (jedním ze zakladatelů byl mukl František Falerski) v tomto lágru ilegální roverský oddíl. Jeho členy byli:
- Záviš Bozděch (1929–2024) (alias Brácha; Plch);[p. 2]
- Radek Brož (1925–2012) (alias Nestle);
- Erik von Bülow (1922–2002);[p. 3]
- Karel Čečka (1929–1996) (alias Teddy);
- František Falerski (1927–1969) (alias Bonny; Bonyfác);
- Ing. Pavel Holý (1927–2013) (alias Lodyha nebo Katug);
- Jiří Mráz (1931–1991);[p. 4]
- Jiří Navrátil (1923–2017) (alias Jiří);
- Richard Nebeský (1927–1997) (alias Rýša);
- Jiří Pašta (1925–1992);
- Jiří Řehák (1926–1973) (alias Stín nebo Traper)[p. 5] a
- Jiří Ulrych (* 1930) (alias Uriáš).[5][5]

### Aktivity

#### Předměty a artefakty
Členové roverského oddílu rozvíjeli v nesvobodných podmínkách lágru skautský odkaz, ale záhy začali vyrábět i různé předměty a artefakty (např. znak svojí skautské družiny). Ing. Pavel Holý pracoval od jisté doby jako svářeč v zámečnické dílně, kde měl přístup jak k nářadí, tak i k různým kouskům materiálu vhodného pro výrobu různých „suvenýrů“ určených pro ostatní rovery, kteří je mohli (nelegální cestou například spolu s dopisy – motáky s povzbudivým pozitivním textem) posílat svým blízkým za hranice lágru. Holý byl tvůrcem velkého množství malých (asi 5 cm velkých) figurek, které bylo možno předat (s trochou mírou šikovnosti) druhé osobě při běžném dotyku (typicky při potřesení rukou). Kromě figurek vyráběl Pavel Holý (většinou dle svých vlastních návrhů nebo dle návrhu Erika von Bülowa či Františka Falerskiho) i přezky, brože, plakety, křížky apod.

#### Edice Rovnost
Mezi předměty vyráběné členy roverského oddílu patřili i malé, velmi řemeslně důkladně a precizně svépomocí zhotovené, rukou psané knížečky vycházející v rámci fiktivní samizdatové „edice Rovnost“. Tato činnost představovala pro vězněné skauty jistou formu duševní kompenzace i přes fakt, že byla spojena s přísným utajením as důsledným dodržováním zásad konspirace. Od každého výtisku (sešitu) většinou existoval (s výjimkou Přadénka z drátů) jen jeden exemplář. V rámci „edice Rovnost“ bylo vytvořeno asi 12 rukopisných titulů (děl). (Část této produkce byla také určena jako dárky pro členy rodin vězněných osob).
Skaut Pavel Holý všechny knížky ručně kaligraficky přepisoval a umělecky vázal do tvrdých kousků kůže a byl schopen do ní vytepat různé motivy (třeba kalich). (První titul edice Rovnost ale svázal vězeň František Chmel.) Všechny publikace výtvarně upravoval František Falerski. Vězeň Erik von Bülow například dodával výtiskům zdání stáří a „ohmatanosti“ (tzv. patenu).
Velikost knížek byla limitována praktickou potřebou jejich snadného ukrývání (například v prkně pod podlahou) nebo možností jejich předávání a pašování ven z pracovního tábora. Knížky byly převážně v miniaturních formátech (kolem 5 cm) a podobné formáty měly i kopie textů „edice Rovnost“, které byly určeny pro táborové přátele skautů – vydavatelů.
V edici Rovnost pak (po vydání Přadánka z drátů) vyšly ještě další svazky:
- svazek Triptych obsahoval tři básně od Záviše Bozděcha, Erika von Bülowa a Jiřího Řeháka;
- autorem cyklu krátkých básní Květiny byl Erik von Bülow;
- Jiří Navrátil napsal básně v próze vydané pod titulem Mládí nejkrásnější;
- báseň Pavla Janského s názvem Čajová růže byla vydána samostatně;.[3]
- dále tu byly dva zpěvníky (ty byly vydány ve formátu 17 x 11 cm)[5] Černošské spirituály a Zpíváno z dálky,[3] do nichž přispěl texty a notami Erik von Bülow;
- dvojice modliteb byla zveřejněna ve svazku nazvaném Buď vůle Tvá[3] (v jiném vydání byly přidány i ukázky z evangelií); tyto texty byly používány při tajných táborových bohoslužbách.[3][6]
- knížka Jáchymovský dekret obsahovala zásady skautské (junácké) výchovy s orientací na roverskou výchovu;[3]
- speciálním svazkem edice Rovnost byla zcela neliterární publikace My coctails. Ta obsahovala soupis původních receptů na přípravu míchaných nápojů od Vladimíra Brabce.[3] Knížku doplnil v úvodu svojí parodickou básní Jiří Navrátil.[5][p. 6]

### Materiál
Materiál na výrobu táborových knížek získávali skauti z větší části z dílen na šachtách lágru Rovnost (formuláře ze šachty pro opisy, řemen z důlního stroje na vazbu, apod.); potřeby na psaní: papír, pera, štětce, lepidlo, barvy a tuše však bylo třeba obstarat z venku (zde pomohli civilní zaměstnanci, například horník V. Hladík) a velkou měrou pomohli také dva lágroví příslušníci Sboru národní bezpečnosti (SNB). (Oba byli dříve plánovači zaměstnaní v leteckých závodech, kde s nimi pracoval také Ing. Pavel Holý.) Ti vězněným pomáhali nejen se sháněním materiálu, ale především jejich prostřednictvím mohli muklové udržovat oboustranné (písemné i „předmětové“) spojení s rodinnými příslušníky prostřednictvím pašovaných ilegálních dopisů (tzv. „motáků“).

### Výroba
Výroba knížek probíhala částečně na ubikacích, ale především v lágrové ošetřovně (vězeňské nemocnici), kde ordinoval vězeňský lékař (a mukl) MUDr. František Kubica (1909–1973) ze Znojma. Samotná sbírka Přadénko z drátů vznikla ve vězeňské nemocnici, kde byl (oproti ubikacím, tzv. „barákům“) relativní klid. V průběhu výroby byla ukrývána pod prknem v podlaze. Velitel pracovního tábora Rovnost (Bláha, nebo Blahák) se zde údajně tajně léčil s pohlavní chorobou u vězeňského lékaře. Ten jeho léčbu nikterak neurychloval a využíval velitele k vynášení předmětů mimo lágr.

### Přadénko z drátů
Kolektivní básnická sbírka (sborník veršů) Přadénko z drátů byla tajně napsána a vytvořena v pracovním táboře Rovnost na přelomu let 1949 / 1950 a na jejím básnickém obsahu se podíleli:
- Záviš Bozděch (1929–2024);
- Erik von Bülow (1922–2002);
- Jiří Navrátil (1923–2017) a
- Jiří Řehák (1926–1973).[3]

Sbírka vznikala postupně, první básničku napsal pravděpodobně Erik von Bülow a František Falerski ji doprovodil kresbou, pak se přidali další věznění autoři a když bylo všech 12 básní i s obrázky hotovo, František Chmel je svázal do knížky. A byl to právě Ing. Pavel Holý, kdo přepsal krasopisně texty všech básní ve všech třech exemplářích a František Falerski, který všechna vydání doplnil svými ilustracemi. Na realizaci knižní vazby pak pracoval František Chmel, který si v lágru odpykával trest za výrobu falešných razítek.
Samizdatový almanach Přadénko z drátů „vyšel“ jako první titul „edice Rovnost“ na jaře 1950 a poezie v něm uveřejněná reflektovala bez sentimentu prožívání politických vězňů – skautů. Formátem se Přadénko z drátů odlišovalo od běžných knižních formátů muklovské samizdatové edice Rovnost. Výtisky Přadénka z drátů byly zhotoveny ve třech formátech: 30 × 21 cm, 21 × 15 cm a kolibřím 6,5 × 8 cm.
První „výtisk“ muklovské básnické sbírky Přadénko z drátů byl z tábora vynesen léčeným velitelem (jménem Bláha, nebo Blahák), ale nedochoval se (a nebyl nalezen ani po smrti MUDr. Františka Kubici). Druhý exemplář vězeňského básnického sborníku Přadénko z drátů propašoval z lágru civilní zaměstnanec a předal jej rodičům Ing. Pavla Holého. Jakým způsobem se dostaly mimo nápravné pracovní zařízení třetí (rozšířený) a případně další exempláře není známo.
Poté, co se exempláře podařilo propašovat ven z lágru, putovaly básně z komunistického Československa na Západ a ještě během 50. let 20. století byly vydány českým spisovatelem (a prezidentem exilového PEN klubu) Antonínem Kratochvilem v exilovém tisku. Květnové (rok 1957) vydání časopisu Hlas exilu (číslo 5) přetisklo 5 básní; červnové (rok 1957) číslo 6 časopisu Hlas exilu zveřejnilo další 3 a zbylé básně pak byly otištěny v mnichovské kulturní revui Archa v čísle 6 v roce 1958. Přadénko z drátů tak za hranicemi nevyšlo najednou, jeho jednotlivá vydání byla tak svým složením různá a již v průběhu 50. let 20. století jak verše, tak i celá sbírka upadla v zapomnění.

## Po sametové revoluci
- V roce 1991 byly na zámku v Roztokách u Prahy (při příležitosti výstavy pořádané k výročí 80 let skautingu v Československu) vystaveny některé dochované předměty zhotovené skauty v 50. letech 20. století v táboře Rovnost. Výstava zahrnovala i několik samizdatových knížek z táborové „edice Rovnost“.[5]
- Československé dokumentační středisko nezávislé literatury v Scheinfeldu (Německo) zpřístupnilo (v omezeném nákladu) černobílou kopii Přadénka z drátů i pozdější sbírku Spodní tóny od Jiřího Řeháka.[5]
- V roce 1993 se objevilo několik ukázek básní z Přadénka z drátů v kronice Historie vodní Dvojky 1943–1993: Mokasínový telegraf. Třísetstránkovu publikaci vydalo pražské nakladatelství Čin a jejím autorem je Otto Janka.[5]
- Textový obsah Přadénka z drátů vyšel v roce 2007 v Aluze (olomoucká literární revue pro literaturu, filosofii a jiné).[5]

## „Oficiální“ reprint
- Volková, Kateřina, ed. Přadénko z drátů: MCML. Vydání 1. Praha: Knihovna Libri prohibiti ve spolupráci se společností Gallery, 2010; 36 listů, 19 stran; ISBN 978-80-254-7945-2.[8][9][10]

Dvacáté výročí svého založení (v roce 2010) oslavila pražská knihovna československé exilové a samizdatové literatury Libri prohibiti (ve spolupráci se společností Gallery) vydáním básnické sbírky vězeňské poezie Přadénko z drátů. Útlá brožovaná kniha v měkké vazbě vyšla v nákladu 700 kusů. Jednalo se o reprint originálního druhého táborového exempláře Přadénka z drátů (tedy 12 básní + ostatní básně vydané v jiných verzích sbírky) navíc obohaceného o trojici doprovodných textů:
- O přadénku z drátů (autorka Kateřina Volková);[p. 8]
- A tohle bolest je (autorka Petra Loučová)[p. 9] a
- Přadénko z drátů (studie) (autor literární historik Michal Jareš).[6]